# Josefa Romero Clariana
Blahoslavená Josefa Romero Clariana, řeholním jménem María del Calvario (11. dubna 1871, Carlet – 26. září 1936, La Llosa de Ranes) byla španělská římskokatolická řeholnice kongregace Sester křesťanské doktríny a mučednice.

## Život
Narodila se 11. dubna 1871 v Carletu jako dcera Agostina a Josefy.
I přes přesvědčování rodičů vstoupila 17. října 1892 do noviciátu Sester křesťanské doktríny a přijala jméno María del Calvario. Dne 17. ledna 1895 složila své sliby. V kongregaci působila jako kuchařka a byla součástí komunit v Sant Vicenç dels Horts, Tavernes de la Valldigna, Cabrera de Mar, Guadassuar a nakonec Carlet.
Roku 1909 byla svědkem tzv. Tragického týdne v Barceloně, kdy povstaly skupiny bojující proti církvi.
Roku 1931 došlo k uzavírání klášterů a náboženských domů a řeholníci nesměli nosit řeholní hábit.
Po národním povstání dne 18. července 1936 byly sestry nuceny utéct. Sestra María se ukryla u své sestry, která schovávala její sestřenice, také z této kongregace. V této době byla už téměř slepá. Nakonec byla objevena a uvězněna spolu s její spolusestrou matkou bl. Marií del Refugio. Během věznění byly nuceny pro vojáky vyrábět a opravovat oblečení. V noci z 26. září 1936 byly odvedeny z vězení a nakonec byly zastřeleny v lokalitě Barranco de los Perros poblíž La Llosa de Ranes.

## Proces blahořečení
Její proces blahořečení byl zahájen 5. července 1965 v arcidiecézi Valencia spolu s dalšími šestnácti spolusestrami křesťanské doktríny.
Dne 6. července 1993 uznal papež sv. Jan Pavel II. jejich mučednictví. Blahořečeny byli 1. října 1995 spolu s dalšími 45 mučedníky Španělské občanské války.